# Synaemops rubropunctatus
Synaemops rubropunctatus là một loài nhện trong họ Thomisidae.
Loài này thuộc chi Synaemops. Synaemops rubropunctatus được Cândido Firmino de Mello-Leitão miêu tả năm 1929.